# 三分科經
三分科經，是指由東晉佛教僧人釋道安所開創之區分佛經架構的方式。其將佛經分為「序分」、「正宗分」、「流通分」三部分。

## 序分
經文之始，介紹經文被宣講的背景，包括為何人 何事而說，時間地點 緣由等資訊。

### 通序
其中，基本為每部佛經共有的「信、聞、時、主、處、眾」等六事說明時地聽眾等資訊，若六事完全具備，則代表本經真實可信，符合佛法 故又稱「六成就」 「證信序」
有些佛經為便於傳誦，將通序部分予以省略，如《心經》，便是玄奘法師在翻譯過程中將序分與流通分予以省略。

### 別序
每部經的序分部分獨有的內容，指該經所發起 宣講的因緣，故又稱「發起序」

## 正宗分
正宗之名意指佛之所說必為正宗，且具有證明經書要義的功能。是一部佛經中最重要的部分。此部分一般包含教義闡明、論證，以及修行法門，一般採取問答體例，由「弟子提問，佛祖讚允繼而解答，問答往來後佛祖予以總結」的結構組成。而淨土宗則將正宗分劃為「信 願 行」三部分
- 信:起信，相信依經念佛能抵達極樂世界。
- 願:發願前往淨土
- 行:立行，告訴信眾如何修行。

此劃分出自淨土宗祖師藕益的「念佛法門別無奇特，只是深信、切願、力行為要耳」一語。

## 流通分
意在助佛經流傳世間，故名流通分。佛經正文的結尾，頌揚功德，修行的利益，或者與其他法門進行比較。基本形式多是「大眾聞佛所說，皆大歡喜，信受奉行」